# 巴甫洛夫斯克區 (阿爾泰邊疆區)

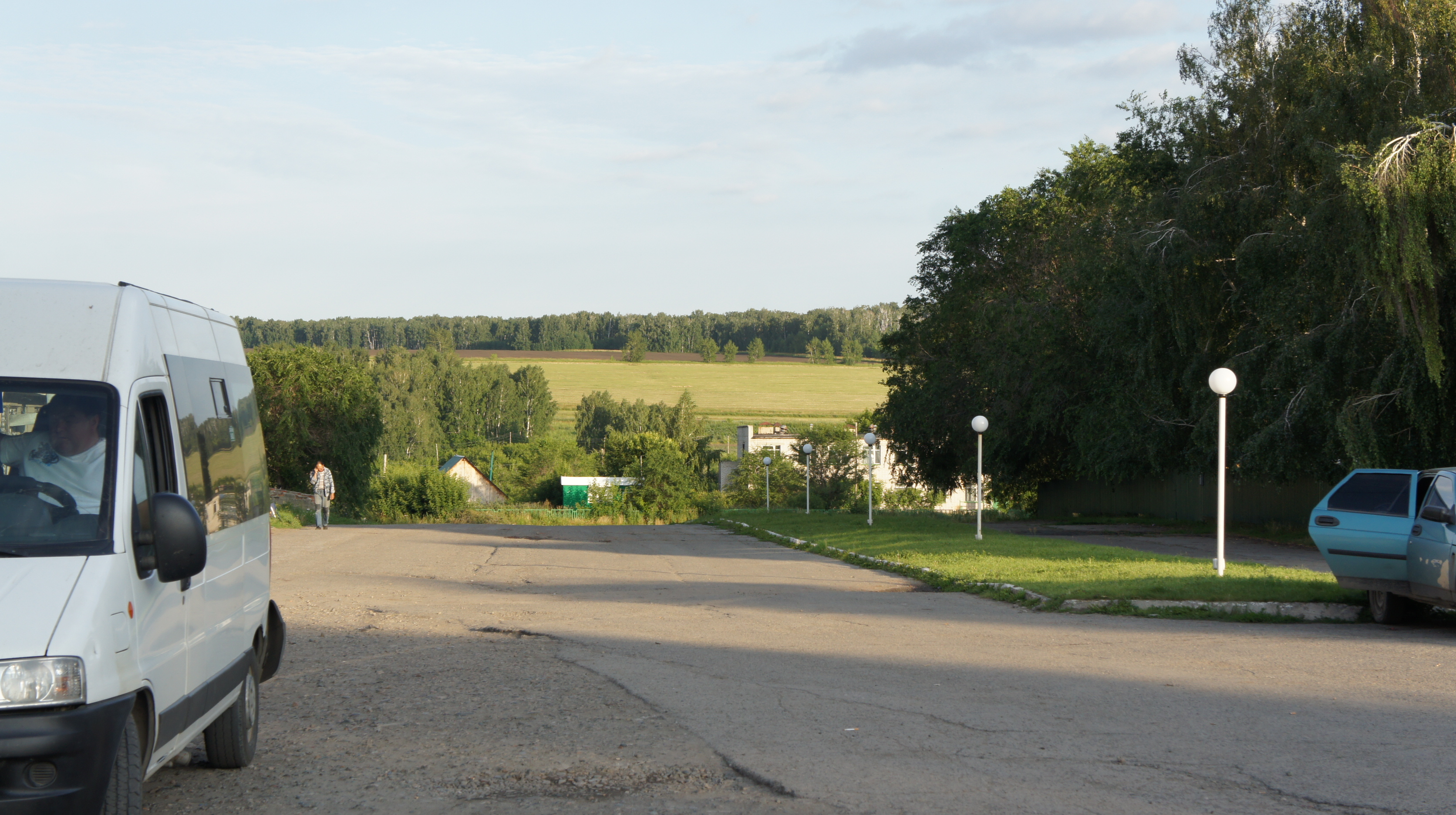

53°19′31″N 82°58′36″E / 53.32528°N 82.97667°E
巴甫洛夫斯克區（俄语：Павловский район），是俄羅斯的一個區，位於該國南部，由阿爾泰邊疆區負責管轄，面積2,230平方公里，2010年人口40,235，人口密度每平方公里18.04人。